# Metaprotus
Metaprotus és un gènere d'arnes de la família Crambidae.

## Taxonomia
- Metaprotus asuridia Butler, 1886
- Metaprotus magnifica (Meyrick, 1887)